# ديكر أصفر الظهر
الديكر أسود الظهر (الاسم العلمي: Cephalophus silvicultor) ظبي وجد في غرب ووسط إفريقيا، وهو أكثر أنواع جنس الديكر انتشارًا.

## اقرأ كذلك
- قائمة مزدوجات الأصابع حسب العدد
- قائمة الثدييات في السودان